# Gliederungseditor
Ein Gliederungseditor oder auch elektronischer Zettelkasten (engl. Outliner) ist ein Computerprogramm, das das Prinzip der strukturierten räumlichen Gliederung von Informationen (etwa in Form von Baumstrukturen oder Zettelkästen) auf eine digitale Plattform übersetzt. Technisch gesprochen handelt es sich bei den meisten elektronischen Zettelkästen um eine Mischung aus Freiform-Datenbank und Texteditor mit mehr oder weniger stark ausgeprägten Layoutfähigkeiten. Die Layoutfunktionen können hierbei von gar keinen Layoutmöglichkeiten (reiner Text) bis zur Einbindung von Grafiken, Tabellen und Hyperlinks reichen. Bei manchen Gliederungseditoren sind außerdem die Grenzen zur Dokumentenmanagement- und Notiz-Software insofern fließend, als sich verschiedene Medientypen in die Datenbank einbinden und verschlagworten lassen.

## Typen von Gliederungseditoren
Grundsätzlich lassen sich drei verschiedene Typen von Gliederungseditoren unterscheiden, die allesamt das Prinzip der hierarchischen Speicherung von Textelementen auf unterschiedliche Weise realisieren:
Datenbankgestützt
Hinter einer Oberfläche, die einer Textverarbeitung gleicht, werden Textelemente und ganze Dokumente in einer im Hintergrund liegenden Datenbank hinterlegt. Kommerzielle Produkte wie AskSam oder lexiCan sind Beispiele dafür.
Falteneditoren
Falteneditoren (folding editor) sind Editoren, die Teile des Textes einfalten und diesen so verbergen können. Ein Beispiel für das Prinzip ist die Gliederungsfunktion einschlägiger Textverarbeitungsprogramme, in der Teile des Textes ausgeblendet werden können, so dass man z. B. nur die Überschriften sieht. Auch Org-mode für Emacs verwendet diese Technik. Spezielle Falteneditoren werden zum Beispiel in der Softwareerstellung genutzt. Diese geben dem Programmierer die Möglichkeit, den Text einer Prozedur oder Methode auszublenden und nur den Prozedurnamen anzeigen zu lassen. Dadurch wird die Übersichtlichkeit des Codes bei großen Projekten erhöht. Außerdem kann sich der Programmierer auf den gerade zu bearbeitenden Abschnitt konzentrieren, ohne vom umliegenden Code abgelenkt zu werden.

Explorerähnliche Konzepte
Dieser Typ Gliederungseditor verbindet die Funktionalität eines Texteditors mit einer Baumstruktur, wie sie im Dateimanager Windows-Explorer bekannt ist. Texte werden in einer hierarchischen Baumstruktur abgelegt. Dadurch lässt sich zwischen einzelnen Textteilen ähnlich wie durch das Dateisystem navigieren. In der Regel lassen die Programme auch eine weitere Kategorisierung des Materials zu, indem Textabschnitte in „Unterverzeichnisse“ verschoben und so zu zusammenhängenden Sinnabschnitten zusammengefasst werden können. In der für diese Programme üblicherweise verwendeten Terminologie wird das Gesamtdokument als Baum (englisch: tree) bezeichnet, die einzelnen Textabschnitte als Knoten (englisch: nodes). In der Regel lässt sich Text einfach umstellen, indem man die Knoten in der Baumstruktur verschiebt.

## Nutzungsmöglichkeiten
Insbesondere die Explorer-ähnlichen Gliederungs-Editoren zeichnen sich durch vielfältige Nutzungsmöglichkeiten aus, auf die im Folgenden näher eingegangen werden soll:

### Zettelkasten
Die Nutzung der in diesem Artikel beschriebenen Editoren als elektronisches Analogon zu den bei  Geisteswissenschaftlern beliebten Zettelkästen ist als der ursprüngliche Zweck dieser Programme zu betrachten. Mehr oder weniger große Textabschnitte (z. B. Zitate) werden in einer nach Kategorien sortierten und verschlagworteten Datei abgelegt und stehen so zur Verfügung, auch wenn man das originale Buch nicht zur Hand hat. Auf diese Weise lässt sich schnell ein umfangreiches Archiv an wichtigen Textpassagen aufbauen, das durch die elektronische Aufbereitung der Texte leicht in die eigenen Texte integrierbar und zudem wiederverwendbar ist – der Nutzer hat einmal den Erfassungsaufwand und kann die Texte dann beliebig wiederverwenden. Gleiches gilt z. B. auch für das journalistische Arbeiten in Form eines elektronischen Handarchivs und die Verwendung als elektronisches „Notizbuch“, in dem Ideen strukturiert abgelegt werden können.

### Freiform-Datenbank
Generell lassen sich Gliederungs-Editoren für alle Zwecke verwenden, in denen eine Vielzahl nicht zu langer Texte gespeichert werden soll, Beispiele dafür sind Rezept- oder Tagebücher.

### Literarische Produktion
Gliederungseditoren eignen sich aufgrund ihrer strukturierten, aber dennoch flexiblen Form der Organisation von Textdaten hervorragend dazu, literarische Produkte wie zum Beispiel Romane und Erzählungen oder Drehbücher zu schreiben. Kapitel und Szenen werden in einzelne Knoten geschrieben, die Baumstruktur ermöglicht die Entwicklung mehrerer Handlungsstränge und zusätzlicher Daten wie zum Beispiel Charakterisierungen oder Ortsbeschreibungen. Für diese wird jeweils ein eigener Ast des Gliederungsbaumes eingerichtet.
Innerhalb des Baumes können nun ganze Textteile oder sogar Kapitel neu angeordnet werden, in dem man Knoten in der Baumstruktur verschiebt. Es ist so wesentlich einfacher als bei einem gewöhnlichen Textverarbeitungsprogramm, die Struktur eines Textes zu verändern. Das gilt auch für journalistische oder wissenschaftliche Werke, die in der Regel wesentlich stärker gegliedert sind als literarische Texte. Für solche Texte ist das Vorhandensein einer Hypertextfunktion vorteilhaft, so dass sich Querverweise und Fußnoten einrichten lassen.